# Сервіс обміну криптовалют
Сервіс обміну криптовалют, також криптобіржа, криптовалютна біржа, біржа цифрових валют — це онлайн-сервіс, який дозволяє клієнтам обмінювати криптовалюти на інші активи, наприклад, звичайні фіатні гроші або інші цифрові валюти.

## Концепція
Сервіс обміну цифрових валют проводить обмін електронних активів. Для підтримки депозитів у різних національних валютах сервіси повинні мати банківські рахунки в кількох країнах. Це дозволяє сервісам обміну приймати кредитні картки, банківські перекази чи інші форми оплати. Отримані кошти зараховуються на депозитний рахунок клієнта для подальших операцій або відразу обмінюються на обраний актив. Станом на  2018 регулювання сервісів обміну криптовалют у багатьох країнах залишається невирішеним.
Зазвичай сервіси зараховують криптовалюту на свій внутрішній рахунок клієнта, з якого потім користувач може виконувати інші обмінні операції, або перерахувати на свій зовнішній криптовалютний рахунок. Деякі сервіси можуть надавати клієнтам можливість отримати анонімні передплачені картки, які можна використовувати для отримання звичайних грошей в банкоматах.

### Децентралізовані сервіси обміну
Децентралізовані сервіси обміну (такі як Etherdelta, IDEX, HADAX) не отримують і не зберігають кошти користувачів, а лише полегшують пряму торгівлю між поточними власниками. Децентралізовані сервіси стійкіші до проблем безпеки, але менш оперативні щодо виконання угод обміну. Станом на  2018 обсяг операцій на таких сервісах був низьким.

## Регулювання
До 2016 року кілька сервісів обміну, що працюють в Європейському Союзі, отримали ліцензії відповідно до Директиви про платіжні послуги ЄС та Директиви ЄС про електронні гроші. Європейська рада та Європейський парламент оголосили, що вони прийматимуть положення про введення більш жорстких правил, що стосуватимуться обмінних платформ.
У 2018 році Комісія з цінних паперів та бірж США (SEC) заявила: «Якщо платформа пропонує торгівлю цифровими активами, які є цінними паперами і працює як „біржа“, як це визначено федеральними законами про цінні папери, тоді платформа повинна зареєструватися в SEC в якості національної біржі цінних паперів або бути звільнена від реєстрації» Комісія з торгівлі товарними ф'ючерсами дозволяє торгувати деривативами на криптовалюти.
Серед азійських країн Японія має нормативно-правові акти, які передбачають необхідність отримання спеціальної ліцензії Органу фінансових послуг для роботи в якості криптобіржі.

## Найбільші сервіси обміну криптовалют
На початку 2018 року Bloomberg News повідомив про найбільші сервіси обміну криптовалют на основі даних про обсяг угод та оцінені доходи, зібрані CoinMarketCap. Аналогічна статистика повідомляла Statista під час опитування Encrybit, щоб зрозуміти проблеми обміну криптовалюти. Згідно з опитуванням, трійка найбільших сервісів обміну криптовалют — це Binance, Huobi та OKEX. Усі ці найбільші сервіси є приватними та відносно новими. Кілька з них не повідомляють базову інформацію: імена власників, фінансові дані або навіть місце розташування.
- Binance
- Upbit
- Huobi
- Phemex [12]
- Bittrex
- Bithumb
- OKEx
- Bitfinex
- Coinbase
- Bitstamp
- Kraken
- CoinDCX [13]

### В Україні
З 2020 року в Україні активно працює криптовалютна біржа Binance — українською перекладено інтерфейс та новини, є платіжний шлюз для гривні. 
Є також сервіси, які орієнтовані на клієнтів виключно з України:
- BTC TRADE UA
- KUNA